# Глухівська сільська рада
| Глухівська сільська рада — колишня адміністративно-територіальна одиниця та орган місцевого самоврядування у Старовижівському районі Волинської області з адміністративним центром у с. Глухи. Припинила існування 10 листопада 2017 року через об'єднання в Дубечненську сільську територіальну громаді Волинської області. Натомість утворено Глухівський старостинський округ при Дубечненській сільській громаді. Водоймища на території, підпорядкованій даній раді: озера Глухівське, Черське; річки Вижівка, Текля. Сільській раді були підпорядковані населені пункти: - с. Глухи - с. Текля |

## Склад ради
Рада складалась з 16 депутатів та голови.

### Керівний склад ради
| ПІБ                       | Основні відомості                                                 | Дата обрання | Дата звільнення |
| ------------------------- | ----------------------------------------------------------------- | ------------ | --------------- |
| Литвинець Олена Андріївна | Сільський голова, 1958 року народження, освіта, позапартійна      | 26.03.2006   | 31.10.2010      |
| Литвинець Олена Андріївна | Сільський голова, 1958 року народження, освіта вища, позапартійна | 31.10.2010   |                 |

Примітка: таблиця складена за даними джерела

## Населення
Згідно з переписом УРСР 1989 року чисельність наявного населення сільської ради становила 1761 особа, з яких 845 чоловіків та 916 жінок.
За переписом населення України 2001 року в сільській раді мешкало 1675 осіб.

### Мова
Розподіл населення за рідною мовою за даними перепису 2001 року:
| Мова       | Відсоток |
| ---------- | -------- |
| українська | 99,58 %  |
| російська  | 0,36 %   |
| угорська   | 0,06 %   |